# Pietro II di Sicilia
Pietro II di Sicilia (Parco, 1305 – Calascibetta, 15 agosto 1342) fu re di Trinacria affiancato al padre, Federico III d'Aragona, dal 1321 al 1337, poi da solo sino alla morte.

## Origini familiari
Era il figlio primogenito del re di Sicilia, Federico III d'Aragona (figlio maschio terzogenito del re d'Aragona, di Valencia e conte di Barcellona e altre contee catalane, poi anche re di Sicilia, Pietro III il Grande e di Costanza di Sicilia, che era figlia del re di Sicilia Manfredi (figlio illegittimo dell'imperatore Federico II di Svevia) quindi pretendente al trono di Sicilia) e di Eleonora d'Angiò, figlia del re di Napoli, Carlo II d'Angiò e di Maria d'Ungheria.

## Biografia
Secondo la Cronaca piniatense, Pietro era il figlio primogenito dei tre figli maschi ancora in vita (gli altri due erano Giovanni e Guglielmo) di Federico III e di Eleonora (el primero…Don Pedro…et el otro Don Johan…el tercero Guillem).
Durante la discesa (1310-1312) in Italia, dell'imperatore, Arrigo VII, suo padre intavolò con l'imperatore una trattativa per il fidanzamento di Pietro con la figlia ultimogenita di Arrigo, Beatrice; ma la trattativa, nel 1312, sfumò per la scelta di Arrigo di imparentarsi con gli Angiò.
Il parlamento siciliano, il 12 giugno 1314, disattendendo l'accordo siglato con la Pace di Caltabellotta, confermava Federico re di Sicilia e riconosceva Pietro come erede al trono, e quindi successore di Federico, alla sua morte.
Ovviamente da quello stesso anno riprese la guerra tra Angioini e Aragonesi per il possesso della Sicilia che era iniziata con la rivolta del Vespro, e, nel 1321, il padre Federico, con l'approvazione del parlamento siciliano, associandolo al trono, gli assegnò la corona del regno di Sicilia, confermando con questo atto che l'accordo di Caltabellotta, che prevedeva il ritorno della corona agli Angioini, era definitivamente naufragato. Dopo questo atto, la guerra riprese vigore (le flotte dei due schieramenti si affrontarono, nell'assedio di Genova) e il papa Giovanni XXII scagliò l'interdetto sulla Sicilia (Giovanni XXII lo tolse solo nel 1334, poco prima di morire).
Che Pietro era stato associato al trono lo troviamo confermato in una lettera del 20 maggio 1326, inviata al nipote, futuro re d'Aragona, Alfonso IV (domino infanti Alfonos…domini regis Aragonum primogenitor…comiti Urgellensi)  da Federico III (Fredericus…rex Trinacrie…cum…domina Elyonora…regina Trinacrie…consorte nostra…[et] rege Petro secundo primogenitor cum consorte eius).
Pietro, il 23 aprile 1322, a Catania, si era unito in matrimonio con Elisabetta di Carinzia, figlia di Ottone III del Tirolo e di Eufemia di Slesia-Liegnitz.
Comunque Pietro, in realtà, cominciò a regnare effettivamente sulla Sicilia, solo dopo la morte del padre, avvenuta il 25 giugno 1337.
Il regno di Pietro II fu segnato dai forti contrasti tra la corona ed i nobili: fra tutte, si ricordino le potenti famiglie dei Ventimiglia, dei Palizzi, dei Chiaramonte e degli Antiochia. In alcuni casi il re non riuscì a fronteggiare queste famiglie e fu costretto a concedere loro maggiori poteri ed alcune proprietà demaniali.
Pietro morì improvvisamente il 15 agosto 1342, a Calascibetta (EN), e fu sepolto nella Cattedrale di Palermo.
Sul trono gli successe il figlio maschio primogenito, Ludovico, che era ancora un bambino di circa sei anni, sotto la tutela della madre, Elisabetta di Carinzia, e dello zio, Giovanni, che divenne reggente.
Secondo la Nuova Cronica di Villani [Libro XII, Capitolo CXXVIII] il re morì prima del 15 settembre 1341 nel corso di una campagna militare per soccorrere la città di Milazzo, assediata dal re di Napoli: 
Fallendo la vettuaglia alla terra per lo lungo assedio e per l’affanno del detto osteggiare, don Piero, che·ssi facea re di Cicilia, amalò e morìo. Per la qual cosa Melazzo s’arrendé all'amiraglio del re Ruberto a dì XV di settembre MCCCXLI.

## Discendenza
Pietro ebbe nove figli da Elisabetta:
- Costanza (1324 - 1355), fu reggente per il fratello, Ludovico, dal 1352 al 1354;
- Leonora, (1325 – 1375), sposò Pietro IV d'Aragona divenendo regina consorte di Aragona e fu la madre di Giovanni I e Martino I;
- Beatrice (1326 - 1365), moglie del conte elettore, Roberto II del Palatinato, della casata dei Wittelsbach.
- Eufemia, (1330 – 1359), fu reggente per il fratello, Ludovico, dal 1355 al 1357;
- Violante(1334 – 1365) principessa, morta giovane;
- Ludovico (1335 o 1337 - 1358),  fu re di Trinacria, dal 1342;
- Giovanni, principe (1340 – 1353);
- Federico( 1341 - 1377),  fu re di Trinacria, dal 1358;
- Bianca (1342 – 1369), sposò il conte Giovanni I di Empúries, figlio di Raimondo Berengario d'Aragona, a sua volta figlio del re della Corona d'Aragona, Giacomo II di Aragona.

## Ascendenza
|                         |                 |                       | Genitori                           |  |  | Nonni |  |  | Bisnonni            |  |  | Trisnonni            |  |
|                         |                 |                       |                                    |  |  |       |  |  | Giacomo I d'Aragona |  |  | Pietro II di Aragona |  |
|                         |                 |                       |                                    |  |  |       |  |  | Giacomo I d'Aragona |  |  | Pietro II di Aragona |  |
|                         |                 | Maria di Montpellier  |                                    |  |  |       |  |  | Giacomo I d'Aragona |  |  |                      |  |
| Pietro III di Aragona   |                 |                       |                                    |  |  |       |  |  | Giacomo I d'Aragona |  |  |                      |  |
|                         |                 | Iolanda d'Ungheria    | Andrea II d'Ungheria               |  |  |       |  |  |                     |  |  |                      |  |
|                         |                 | Iolanda d'Ungheria    | Andrea II d'Ungheria               |  |  |       |  |  |                     |  |  |                      |  |
|                         |                 | Iolanda d'Ungheria    | Iolanda di Courtenay               |  |  |       |  |  |                     |  |  |                      |  |
| Federico III di Sicilia |                 | Iolanda d'Ungheria    |                                    |  |  |       |  |  |                     |  |  |                      |  |
|                         |                 | Manfredi di Sicilia   | Federico II di Svevia              |  |  |       |  |  |                     |  |  |                      |  |
|                         |                 | Manfredi di Sicilia   | Federico II di Svevia              |  |  |       |  |  |                     |  |  |                      |  |
|                         |                 | Manfredi di Sicilia   | Bianca Lancia                      |  |  |       |  |  |                     |  |  |                      |  |
| Costanza II di Sicilia  |                 | Manfredi di Sicilia   |                                    |  |  |       |  |  |                     |  |  |                      |  |
|                         |                 | Beatrice di Savoia    | Amedeo IV di Savoia                |  |  |       |  |  |                     |  |  |                      |  |
|                         |                 | Beatrice di Savoia    | Amedeo IV di Savoia                |  |  |       |  |  |                     |  |  |                      |  |
|                         |                 | Beatrice di Savoia    | Margherita di Borgogna             |  |  |       |  |  |                     |  |  |                      |  |
| Pietro II di Sicilia    |                 | Beatrice di Savoia    |                                    |  |  |       |  |  |                     |  |  |                      |  |
|                         | Carlo I d'Angiò | Luigi VIII di Francia |                                    |  |  |       |  |  |                     |  |  |                      |  |
|                         | Carlo I d'Angiò | Luigi VIII di Francia |                                    |  |  |       |  |  |                     |  |  |                      |  |
|                         | Carlo I d'Angiò | Bianca di Castiglia   |                                    |  |  |       |  |  |                     |  |  |                      |  |
| Carlo II di Napoli      | Carlo I d'Angiò |                       |                                    |  |  |       |  |  |                     |  |  |                      |  |
|                         |                 | Beatrice di Provenza  | Raimondo Berengario IV di Provenza |  |  |       |  |  |                     |  |  |                      |  |
|                         |                 | Beatrice di Provenza  | Raimondo Berengario IV di Provenza |  |  |       |  |  |                     |  |  |                      |  |
|                         |                 | Beatrice di Provenza  | Beatrice di Savoia                 |  |  |       |  |  |                     |  |  |                      |  |
| Eleonora d'Angiò        |                 | Beatrice di Provenza  |                                    |  |  |       |  |  |                     |  |  |                      |  |
|                         |                 | Stefano V d'Ungheria  | Béla IV d'Ungheria                 |  |  |       |  |  |                     |  |  |                      |  |
|                         |                 | Stefano V d'Ungheria  | Béla IV d'Ungheria                 |  |  |       |  |  |                     |  |  |                      |  |
|                         |                 | Stefano V d'Ungheria  | Maria Lascaris di Nicea            |  |  |       |  |  |                     |  |  |                      |  |
| Maria Arpad d'Ungheria  |                 | Stefano V d'Ungheria  |                                    |  |  |       |  |  |                     |  |  |                      |  |
|                         |                 | Elisabetta dei Cumani | …                                  |  |  |       |  |  |                     |  |  |                      |  |
|                         |                 | Elisabetta dei Cumani | …                                  |  |  |       |  |  |                     |  |  |                      |  |
|                         |                 | Elisabetta dei Cumani | …                                  |  |  |       |  |  |                     |  |  |                      |  |
|                         |                 | Elisabetta dei Cumani |                                    |  |  |       |  |  |                     |  |  |                      |  |